# Stöcksjö
Stöcksjö är en tätort i Umeå kommun i Västerbottens län belägen strax söder om Umeå  längs E4:an. Stöcksjö ligger vid den nordliga änden av Stöcksjön.

## Befolkningsutveckling
| Befolkningsutvecklingen i Stöcksjö 1990–2023                                                                  | Befolkningsutvecklingen i Stöcksjö 1990–2023 | Befolkningsutvecklingen i Stöcksjö 1990–2023 | Befolkningsutvecklingen i Stöcksjö 1990–2023 | Befolkningsutvecklingen i Stöcksjö 1990–2023 |
| --- | -------------------------------------------- | -------------------------------------------- | -------------------------------------------- | -------------------------------------------- |
| |                                              |                                              |                                              |                                              |
| År |                                              |                                              | Folkmängd                                    | Areal (ha)                                   |
| 1990 | 1990                                         |                                              | 193                                          | 34#                                          |
| 1995 | 1995                                         |                                              | 218                                          | 39                                           |
| 2000 | 2000                                         |                                              | 211                                          | 39                                           |
| 2005 | 2005                                         |                                              | 205                                          | 39                                           |
| 2010 | 2010                                         |                                              | 215                                          | 39                                           |
| 2015 | 2015                                         |                                              | 394                                          | 110                                          |
| 2020 | 2020                                         |                                              | 508                                          | 117                                          |
| 2023 | 2023                                         |                                              | 598                                          | 141                                          |
| Anm.: Ny tätort 1995. Sammanvuxen 2015 med småorten Sjömyran och Svedjan och 2020, men ej 2023. # Som småort. |                                              |                                              |                                              |                                              |

## Samhället
I Stöcksjö finns en F–6-skola. Den byggdes redan 1937. I samma byggnad finns också fyra förskoleavdelningar samt två fritidsavdelningar. I byn finns även en ridskola, Södra Umeå Ryttarförening (SURF).